# 쳄즈 다마니
쳄즈 다마니(Chems Dahmani, 1986년 6월 16일 ~ )는 프랑스의 배우, 영화배우, 텔레비전 배우이다.
파리에서 태어났다.

## 영화
- 어썰트 (2010년) - 무스타파 역
- 포인트 블랭크 (2010년)
- 프롬 파리 위드 러브 (2010년)
- 돌스 앤 앤젤스 (2008년)
- 사각의 링 위에서 (2007년)
- 프런티어 (2007년)